# Vugar Gashimov
Vugar Gasim oghlu Hashimov, em azeri Vüqar Həşimov (Bacu, 24 de Julho de 1986 — Heidelberg, 11 de Janeiro de 2014), foi um jogador de xadrez do Azerbaijão.
Participava regularmente da Olimpíada de Xadrez pelo Azerbaijão tendo participado em 2002, 2004, 2006 e 2008, conquistado a medalha prata individual em 2008. Em 2010/2011, venceu o Torneio de xadrez de Reggio Emilia.
Enquanto recebia tratamento contra um tumor cerebral num hospital em Heidelberg, Alemanha, morreu na noite de 11 de Janeiro de 2014.